# Ester Fiorenza Riposi
Ester Fiorenza Riposi (Villa di Villa, 19 ottobre 1921 – Belluno, 19 ottobre 2016) è stata una partigiana e attivista italiana.

## Biografia
La sua famiglia si trasferisce da Villa di Villa, frazione di Mel, a Trichiana quando lei aveva un anno; il padre Giovanni, lasciata l'attività di fornaio, avvia una piccola impresa edile; la madre, Maria Palman, gestisce l'osteria nella casa natale di Trichiana. Nel 1923 nasce la sorella Nella Anna, che a due anni contrae la poliomielite e nel 1927 il fratello Tullio. Ester frequenta la scuola elementare di Trichiana e legge i libri e le riviste che il padre, di solida formazione socialista, aveva acquistato e conservato. È una ragazzina sveglia, aperta e intellettualmente vivace, ma i modesti introiti della famiglia la costringono a cercare le prime occasionali occupazioni presso due famiglie del luogo. Nel maggio del 1937, a 16 anni, si trasferisce a Roma, dove lavora come bambinaia presso una famiglia di origine bellunese, proprietaria di una torrefazione e di una drogheria posta in vicinanza del teatro Adriano e il proprietario ha talvolta l'opportunità di ricevere biglietti d'ingresso che consentono a Ester di frequentare concerti e sale cinematografiche. Incontra amiche di paese che lavorano a Roma e anche le donne di Trichiana che partecipano alle adunate delle Massaie rurali volute dal Regime fascista.
Durante la guerra, nei momenti liberi dalla sua occupazione di cura, si adopera per sostenere i soldati feriti al fronte e ricoverati all'ospedale romano “Principessa di Piemonte”. Nel 1943 ritorna a Trichiana e per un breve periodo lavora a Vittorio Veneto nella taverna gestita da una cugina della madre, il cui marito è il socialista Ferruccio Faggin, divenuto, dopo la Liberazione, dapprima vicesindaco e nel 1956-60 sindaco di Vittorio Veneto.
Dopo la guerra e l'esperienza partigiana, riprende gli studi per diventare maestra. Lavora in Prefettura a Belluno e studia, supera da privatista gli esami del primo anno di istituto magistrale, ma con l'avvicendamento dei funzionari in prefettura cessa il suo lavoro lì. A 25 anni emigra a Lucerna, dove rimane oltre un anno e mezzo, impiegata in un negozio di abbigliamento. In questi anni è fidanzata con Orfeo, un ufficiale dell'aviazione che aveva conosciuto a Belluno quando lavorava in prefettura e che l'aveva spronata a studiare. Lasciata la Svizzera, decide di trasferirsi a Roma, e ciò causa la rottura con Orfeo che non capisce lo spirito di indipendenza che la anima, A Roma incontra il bellunese Attilio Tissi, senatore del Partito Socialista dei lavoratori italiani, che l'aiuta a trovare un impiego nella segreteria del partito e poi nella redazione amministrativa del quotidiano La Giustizia. Accede poi alla Camera dei deputati come stenografa a giornata, un lavoro ancora precario e saltuario; in seguito diviene contrattista a Montecitorio e al Parlamento Europeo a Lussemburgo e a Strasburgo. Nel 1968 vince il concorso pubblico per uno dei tre posti di aiutante bibliotecaria alla Camera, dove rimane in servizio fino al 1º luglio 1977, rientrando definitivamente a Belluno nel 1989.
Si spegne a Belluno nel giorno del suo 95º compleanno ed è sepolta a Trichiana.

## Militanza partigiana
Lascia Roma il giorno prima del bombardamento di San Lorenzo del 19 luglio 1943 e ritorna a Trichiana. Trova poi impiego presso la cugina della madre a Vittorio Veneto che gestisce una taverna e lì fa le prime esperienze di impegno nella lotta partigiana: vede i cugini privarsi degli abiti per vestire i soldati che fuggivano dalle caserme, preparare pranzi e cene per i tedeschi ma contemporaneamente rifornire di cibo i partigiani rifugiati nei boschi del Cansiglio. Nella primavera del 1944 torna a Trichiana e, seguendo l'esempio del fratello diciassettenne, entra nelle file della Resistenza. Trichiana è un luogo di rilevanza strategica per essere vicino al Passo San Boldo, valico che mette in comunicazione le valli bellunesi con la pianura trevigiana. In zona erano pervenuti molti combattenti partigiani, numerosi anche dall'Emilia Romagna, con lo scopo di liberare il territorio dall'occupazione nazi-fascista. In Cansiglio e nel Bellunese gli Alleati pongono le loro missioni: Com-Simia (Soe-Sim), detta anche missione “BERIWIND” del maggiore dell'esercito britannico Tilman, "Aztec" del maggiore Benucci, "Tacoma" del maggiore Chappel.
Dopo il rastrellamento del Cansiglio, diviene responsabile della sezione collegamenti del Comando Militare Zona Piave, coordinando, dal 1º novembre '44 al 5 maggio '45, l’attività di oltre trenta staffette, con il nome di battaglia “Irina”, per il Comando Zona di Belluno, la cui giurisdizione copre le due divisioni partigiane operanti nel bellunese e nel trevigiano: la Divisione "Belluno", operante nella sinistra Piave, e la Garibaldi "Nino Nannetti", operante nella destra Piave. La brigata “Piave” è una delle formazioni autonome che confluiscono, con le brigate garibaldine, nelle divisioni che operano nel nord-est veneto.
Tesse e tiene vivi i rapporti con la popolazione locale: è necessario capirne le necessità, e le paure, ma convincerla ad avere ancora fiducia nella lotta di liberazione, sopportare le perquisizioni, i rastrellamenti, le case bruciate, il dolore per i familiari deportati o impiccati.
Partecipa anche a combattimenti, come quello di Refos di Limana del 26 aprile 1945, dove, per snidare dalla scuola elementare un presidio tedesco che non aveva tenuto fede all'accordo sulla resa, persero la vita i partigiani Antonio Merlin "Bill" e Michele Barp "Tempesta". Ester deve trasportare con un carro un ferito prima a casa a Trichiana e poi all'ospedale di Belluno.
L'incarico nella militanza partigiana le permette di fregiarsi poi del grado di Sottotenente. Ricorda che è l'unica donna partigiana “Ufficiale in congedo” iscritta all'UNUCI e presente alle iniziative e ai convegni organizzati a Belluno.

## Il diario di Irina
Tra novembre '44 e gennaio '45, la staffetta "Irina" tiene un diario, che riporta in matita copiativa le tappe più importanti della sua attività partigiana. È un piccolo block-notes con i fogli a quadretti e sulla copertina il nome IRINA. Il nome di battaglia è insolito e deriva dalla lettura del romanzo di una scrittrice russo-americana, Ayn Rand, trasposto poi in un film dal titolo “Noi vivi”. Irina è il nome di un personaggio secondario, la cui storia l'aveva emozionata. Anche a distanza dagli anni di guerra, talora si è sentita interpellare con questo nome. Annotava poche cose, per la segretezza, ma emerge il coraggio e la paura è mascherata. Sulle Vette Feltrine erano state fatte prigioniere, seviziate e uccise Ancilla Marighetto "Ora" e Clorinda Menguzzato "Veglia". Il diario si interrompe nel gennaio del '45, forse per l'incarico importante che porta a termine in quei giorni: raggiungere il Comando Zona, che avrebbe dovuto ratificare la condanna a morte di una persona socialmente influente che incitava i giovani ad arruolarsi nella Wehrmacht, condanna che doveva essere eseguita dalla Brigata "Tollot" operante nel Trichianese. Irina fa alcune tappe presso "case di latitanza" prima di raggiungere il Comando, dove il Commissario di zona Giuseppe Landi e gli altri componenti ratificano la sentenza.
Tea Palman, di Trichiana, ricorda come sua cugina Ester riuscì a far scappare Aldo, il fratello di Tea, all'arrivo a Trichiana dei Tedeschi, dopo la notte di San Felice. Aldo, dopo numerose azioni partigiane alla guida spericolata di un camion, che gli valse il soprannome di "Nuvolari", perì, e Tea fu deportata in un campo di concentramento a Bolzano.
Numerosi sono i ricordi e citazioni che di lei hanno altri partecipanti alla lotta di liberazione. Mario Bernardo scrive: “una giovane piena di entusiasmo e di coraggio proveniente dal mondo cattolico”; Giuseppe Landi le riconosce attaccamento e diligenza nel suo lavoro anche nei momenti più duri. Giovanna Zangrandi, la staffetta “Anna” nella Brigata Calvi, nel suo diario, nel febbraio '45 la ricorda con le staffette "Anita" della Brigata Pisacane, "Betta" e "Celina" della Valcellina e "Lydia". Inoltre annota che è “pacata e distinta, riservatissima”. Tina Merlin, “Joe” nella clandestinità, nel suo libro La casa sulla Marteniga, ricorda la sartoria di Nella, sorella di Ester, che era divenuta la sua copertura e dove le staffette si incontravano, sia i collegamenti che Ester teneva con gli organismi militari del CLN provinciali.

## Militanza politica
All'indomani della liberazione, nel maggio 1945, si iscrive al Partito Socialista a Belluno. La sua tessera è firmata dal Sindaco della Liberazione, Decimo Granzotto, il comandante "Rudy".
Nel gennaio 1947 aderisce al nuovo partito guidato da Giuseppe Saragat, il Partito Socialista dei Lavoratori Italiani, che diverrà poi Partito Socialista Democratico Italiano.

## Impegno civico
In qualità di rappresentante della F.I.A.P. (Federazione Italiana Associazioni Partigiane) e possedendo la qualifica di partigiano combattente, negli anni 1968-1972 fa parte della "Commissione unica nazionale di primo grado per la concessione delle qualifiche dei partigiani e delle decorazioni al valor militare", istituita con legge 28 marzo 1968 n. 341, art. 4, del Ministero della Difesa e con sede a Roma, Cecchignola, Piazzale degli Artiglieri. Negli anni di lavoro alla Commissione, che si riuniva settimanalmente, capisce quanto sia stato sottovalutato il ruolo delle donne nella Resistenza e poche siano le donne decorate con medaglia d'oro. Nel 1972, quando lascia la Commissione, i componenti le regalano una medaglia d'oro con incisi i loro nomi e una riproduzione del Monumento alla Partigiana di Augusto Murer.
Il 30 novembre 1969 è tra i promotori e sarà poi dirigente della associazione "Famiglia Piave” tra i bellunesi in Roma, e componente del Consiglio direttivo dell’Associazione “Bellunesi nel mondo”. E' nel Comitato di redazione del mensile omonimo e Presidente onorario della “Famiglia dei bellunesi d'Olanda”, fondata ad Arnhem, in occasione di un concerto con il coro bellunese CTG  e “I Belumat”.
Prima presidente e in seguito presidente onoraria del Comitato di gestione della Biblioteca delle migrazioni “Dino Buzzati”. La sua vita continua con l'impegno che l’ha sempre caratterizzata: iscritta all’ANPI, all’ABM (Associazione Bellunesi nel Mondo), alla Croce Rossa, presente all'Istituto Storico Bellunese della Resistenza e dell’Età Contemporanea e legata a molte altre associazioni.
È stata presidente della Commissione Provinciale Pari Opportunità, promuovendo e sostenendo due iniziative: la ricerca Madri sole e donne anziane sole, e il concorso-borsa di studio, rivolto agli studenti dell'ultimo anno delle scuole superiori della provincia di Belluno, che nell'anno 2002-2003 era dedicato a una riflessione sull'Europa. Molto attiva anche nel celebrare nelle scuole la Giornata della memoria.

## Volontariato
Ha fatto parte per molto tempo, soprattutto negli anni romani, delle Dame barelliere dell'UNITALSI.
Al suo ritorno a Belluno, aderisce all'Associazione Volontari Ospedalieri, su invito di Nina Barcelloni Corte che l'aveva fondato una decina di anni prima. 

## Donazioni
Per molti anni ha sostenuto economicamente l'attività dell’Associazione Internazionale Dino Buzzati, donando una borsa di studio, intitolata a Sandro Pertini, che annualmente premiava ricerche su Buzzati realizzate in Italia e nel mondo.
Ha donato numerosi libri alle biblioteche del Comune di Trichiana e dell'ISBREC, tra cui la prima edizione della “Storia della seconda guerra mondiale” di Winston Churchill e il Libro bianco sull'Europa di Jacques Delors.
Ha festeggiato l'ottantesimo compleanno donando alla biblioteca civica di Belluno la cinquecentina De gli habiti antichi et moderni di diverse parti del mondo, edito da Giovanni Bernardo Sessa nel 1598, del cadorino Cesare Vecellio, cugino di Tiziano, libro che contiene tutte le 415 xilografie dell'autore dedicate allo studio dei costumi. L'acquisto di questa cinquecentina è stato fatto anche pensando al lavoro di decenni della sorella Nella alla macchina da cucire.

## Onorificenze
- Nel 1978: Croce di Cavaliere, con motu proprio di Sandro Pertini[48].
- Nel 1994: Ufficiale Ordine al Merito della Repubblica Italiana[49][50].
- Nel 2001: Commendatore Ordine al Merito della Repubblica Italiana[51].
- Nel 2008 ha ricevuto dall’assessore regionale veneto ai flussi migratori, Oscar De Bona, il diploma di merito concesso dalla Regione del Veneto nell’ambito del “Premio internazionale bellunesi che hanno onorato la provincia di Belluno in Italia e nel mondo”[52].

## Riconoscimenti
- Nell’estate 2015 ha ricevuto la cittadinanza onoraria del Comune di Trichiana[53].
- Il 27 ottobre 2016 una sua foto è stata posizionata nella Sala riunioni dell'Associazione Bellunesi nel Mondo, come segno di riconoscenza per quanto ha dato all’Associazione, soprattutto per la Biblioteca delle migrazioni “Dino Buzzati”[54].

## Nel cinema
È una delle staffette nel documentario di Guido Beretta Ragazze in bicicletta. Racconti di donne della resistenza bellunese, presentato a Belluno il 25 aprile del 1992.